# Specchia
Specchia ist eine südostitalienische Gemeinde (comune) mit 4540 Einwohnern (Stand 31. Dezember 2023) in der Provinz Lecce in Apulien. Die Gemeinde liegt etwa 47 Kilometer südsüdöstlich von Lecce im südlichen Salento und ist Mitglied der Vereinigung I borghi più belli d’Italia (Die schönsten Orte Italiens).

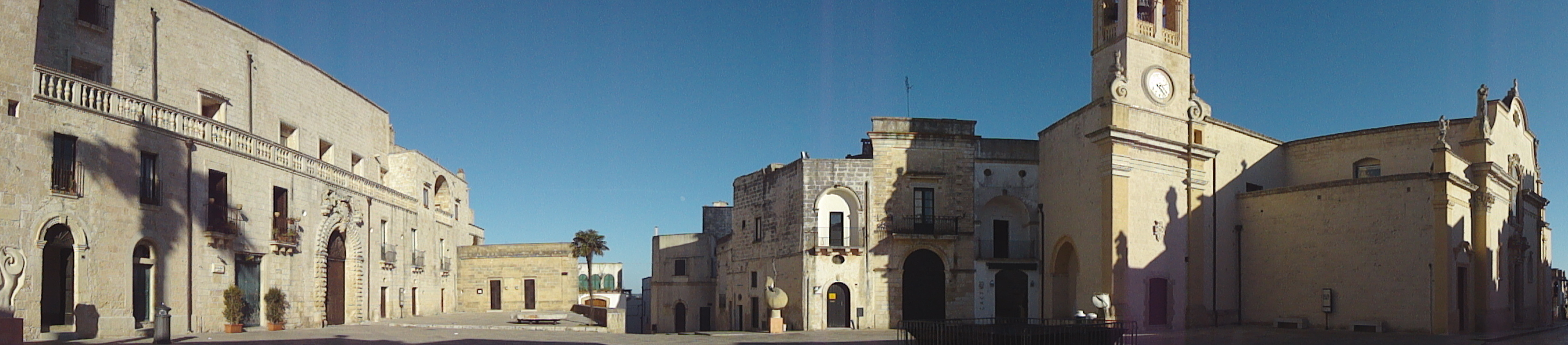
Platz des Volkes in Specchia

## Geschichte
Ursprünglich wurde die Gemeinde im 9. Jahrhundert gegründet. Ab 1190 war Specchia Teil der Grafschaft Lecce und stand damit unter normannischer Herrschaft. 

## Verkehr
Der Bahnhof an der Bahnstrecke von Lecce nach Gagliano del Capo befindet sich im Nachbarort Miggiano und trägt den Namen Miggiano-Specchia-Montesano.

## Gemeindepartnerschaft
Specchia unterhält eine Partnerschaft mit der nordrhein-westfälischen Stadt Steinheim (Deutschland).